# Musaranya de Tanzània
La musaranya de Tanzània (Crocidura allex) és una espècie de mamífer eulipotifle de la família de les musaranyes (Soricidae) que viu a Kenya i Tanzània.